# Blanchardville (Wisconsin)
Blanchardville ist eine Gemeinde (mit dem Status „Village“) im Lafayette County und zu einem kleineren Teil im Iowa County im US-amerikanischen Bundesstaat Wisconsin. Im Jahr 2010 hatte Blanchardville 825 Einwohner.
Blanchardville ist Bestandteil der Metropolregion Madison.

## Geografie
Blanchardville liegt im Südwesten Wisconsins beiderseits des Pecatonica River, einem Nebenfluss des in den Mississippi mündenden Rock River. Der am Mississippi gelegene Schnittpunkt der drei Bundesstaaten Minnesota, Iowa und Wisconsin befindet sich 176 km nordwestlich. Nach Illinois sind es 39 km in südlicher Richtung.
Die geografischen Koordinaten von Blanchardville sind 42°48′37″ nördlicher Breite und 89°51′43″ westlicher Länge. Das Gemeindegebiet erstreckt sich über eine Fläche von 1,29 km². 
Nachbarorte von Blanchardville sind Moscow (3,5 km nördlich), New Glarus (22,3 km östlich), Argyle (13,1 km südlich) und Hollandale (13,1 km nordwestlich).
Die nächstgelegenen größeren Städte sind La Crosse (194 km nordwestlich), Green Bay (280 km nordöstlich), Wisconsins Hauptstadt Madison (59,4 km östlich), Rockford in Illinois (110 km südöstlich), die Quad Cities in Iowa und Illinois (201 km südsüdwestlich) und Cedar Rapids in Iowa (220 km südwestlich).

## Verkehr
Der Wisconsin State Highway 78 führt als Hauptstraße durch das Zentrum von Blanchardville. Alle weiteren Straßen sind untergeordnete Landstraßen, teils unbefestigte Fahrwege sowie innerörtliche Verbindungsstraßen.
Die nächsten Flughäfen sind der La Crosse Regional Airport (205 km nordwestlich), der Dubuque Regional Airport in Dubuque, Iowa (107 km südsüdwestlich) und der Dane County Regional Airport in Wisconsins Hauptstadt Madison (62,9 km nordöstlich).

## Geschichte
Im Jahr 1848 siedelte sich eine Gruppe von Mormonen am Ufer des Pecatonica River an. 1855 kaufte Alvin Blanchard die zuvor hier errichtete Mühle und das umgebende Land in Erwartung künftiger Ansiedlungen. 1888 wurde der Ort an das Eisenbahnnetz angeschlossen.

## Bevölkerung
Nach der Volkszählung im Jahr 2010 lebten in Blanchardville 825 Menschen in 360 Haushalten. Die Bevölkerungsdichte betrug 639,5 Einwohner pro Quadratkilometer. In den 360 Haushalten lebten statistisch je 2,29 Personen. 
Ethnisch betrachtet setzte sich die Bevölkerung zusammen aus 98,9 Prozent Weißen, 0,1 Prozent (eine Person) Afroamerikanern, 0,2 Prozent Asiaten sowie 0,2 Prozent aus anderen ethnischen Gruppen; 0,5 Prozent stammten von zwei oder mehr Ethnien ab. Unabhängig von der ethnischen Zugehörigkeit waren 1,2 Prozent der Bevölkerung spanischer oder lateinamerikanischer Abstammung. 
24,7 Prozent der Bevölkerung waren unter 18 Jahre alt, 60,4 Prozent waren zwischen 18 und 64 und 14,9 Prozent waren 65 Jahre oder älter. 49,6 Prozent der Bevölkerung war weiblich.
Das mittlere jährliche Einkommen eines Haushalts lag bei 45.865 USD. Das Pro-Kopf-Einkommen betrug 23.951 USD. 10,1 Prozent der Einwohner lebten unterhalb der Armutsgrenze.